# جان اندربی
جان اندربی (انگلیسی: John Enderby؛ زاده ۱۶ ژانویهٔ ۱۹۳۱) یک دانشمند اهل بریتانیا است. وی به خاطر فعالیت علمی‌اش لقب شوالیه دریافت کرده‌است. وی استاد دانشگاه بریستول در بین سال‌های ۱۹۷۶ تا ۱۹۹۶ بوده‌است.